# 高知県立高知北高等学校
高知県立高知北高等学校（こうちけんりつこうちきたこうとうがっこう）は、高知県高知市東石立町にある県立高等学校。

## 設置学科
全ての課程が単位制である。
- 定時制昼間部
  - 普通科
- 定時制夜間部
  - 普通科
- 通信制
  - 普通科

## 沿革
- 1972年（昭和47年）4月1日 - 昭和46年高知県条例第44号に基づき、高知県立高知追手前高等学校定時制の課程（当校）と高知県立高知小津高等学校通信制の課程を統合、高知県立高知北高等学校として発足。
- 2003年（平成15年）1月17日 - 岡山県立烏城高等学校と姉妹校協定を締結。
- 2018年（平成30年）3月 - 技能連携先の高知県医師会准看護学院の募集停止に伴い、定時制衛生看護科を募集停止[1] 。

## アクセス
- 最寄駅: 上町五丁目停留場（とさでん交通伊野線）
- 最寄バス停: 石立神社前（とさでん交通）